# Лагар-Аул
Лагар-Аул (на руски: Лагар-Аул) е станция (населено място) в Облученски район на Еврейската автономна област в Русия. Влиза в състава на Облученското градско селище.

## География
Станция Лагар-Аул се намира на планински проход (на вододела на реките Хинган (на запад) и Бира (на изток)).
През населеното място преминава Транссибирската магистрала, а на около половин километър на юг е автомобилния път Чита – Хабаровск.
Разстоянието до районния център, град Облучие, е около 14 км (на запад).

## Инфраструктура
Между станциите Ударний и Лагар-Аул се намират Лагараулските тунели.